# Yehudit Arnon

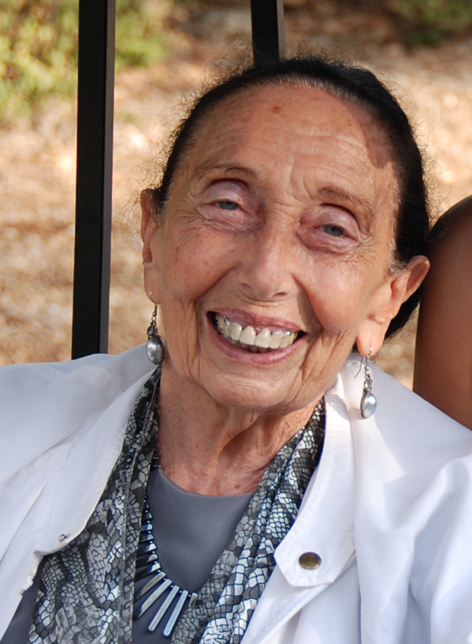
Yehudit Arnon, Oktober 2008

Yehudit Arnon (hebräisch יהודית ארנון; geb. Yehudit Schischa-Halevy; geb. 15. Oktober 1926 in Komárno, Tschechoslowakei; gest. 17. August 2013 im Kibbutz Gaʿeton, Israel) war eine israelische Tänzerin, Choreografin und Pionierin des modernen Tanzes in Israel. Sie überlebte den Holocaust, engagierte sich in der zionistischen Jugendbewegung und gründete die Kibbutz Contemporary Dance Company, die zu einer international renommierten Institution wurde. Für ihre Verdienste um den Tanz und die kulturelle Bildung wurde sie mehrfach ausgezeichnet, unter anderem mit dem Israel-Preis.

## Leben

### Frühe Jahre und Familie
Yehudit Arnon wurde am 15. Oktober 1926 in Komárno als Yehudit Schischa-Halevy geboren. Sie war das jüngste von drei Kindern einer orthodoxen Familie. Ihr Vater, Ludwig Schischa-Halevy (1881–1944), stammte aus einer sephardischen Familie. Yehudit tanzte gerne, was ihr jedoch von Seiten der Familie untersagt wurde. Da sie an Skoliose litt, wurde sie zur Physiotherapie geschickt, wo sie spezielle Bewegungsübungen erlernte. Trotz des religiösen Hintergrunds ihrer Familie durfte sie sich der zionistischen Jugendbewegung Ha-Schomer ha-Zaʿir anschließen, die sie nachhaltig prägte. Ihre Schwester emigrierte 1939 nach Palästina und diente während des Zweiten Weltkriegs bis 1946 in der Jüdischen Brigade in Europa. Ihr Bruder wurde von 1943 bis 1945 zum Arbeitsdienst eingezogen. Nach Kriegsende wanderten beide Geschwister nach Australien aus.

### Holocaust
Schischa-Halevy wurde nach der Besetzung Ungarns im Juni 1944 gemeinsam mit ihren Eltern nach Auschwitz deportiert, nachdem sie zuvor drei Tage im Sammellager Komárno verbracht hatte. Bei ihrer Ankunft in Auschwitz traf sie auf Josef Mengele. In deutscher Sprache bat sie ihn, bei ihrer kranken Mutter bleiben zu dürfen. Mengele reagierte höflich und gab beruhigende Zusicherungen, ließ die Mutter jedoch umgehend in der Gaskammer ermorden, schickte aber Schischa-Halevy mit anderen jungen Frauen in das Lager Birkenau. Anschließend überstand sie mehrere Selektionen, den harten Winter, ein Arbeitslager und mehrere Todesmärsche. Im Dezember 1944, nachdem sie sich geweigert hatte, für Angehörige der SS zu tanzen, wurde sie zur Strafe barfuß im Schnee stehen gelassen. Dieses Ereignis festigte ihren Entschluss, sich dem Tanz zu widmen, sofern sie das Lager überleben sollte.
Im Mai 1945 versammelte die SS angesichts der sich nähernden Front alle weiblichen Häftlinge, die sich auf Todesmärschen aus Freudenberg befunden hatten, in einem mährischen Lager, um sie dort im Rahmen einer Massenerschießung zu liquidieren. Zu diesem Zweck war eine große Grube ausgehoben worden, an deren Rand die Frauen in kleinen Gruppen nacheinander erschossen wurden. Als die zur Exekution vorgesehene Frauengruppe, unter der sich auch Schischa-Helevy befand, an den Rand der bereits mit zahlreichen Leichen der vorangegangenen Erschießungen gefüllten Grube geführt wurde und die Wachmannschaften begannen, ihre Gewehre zu spannen, drangen jedoch Soldaten der Roten Armee in das Lager ein. Daraufhin kam es zu chaotischen Szenen, in deren Verlauf die deutschen Bewacher die Flucht ergriffen. Schischa-Helevy gelang es so, gemeinsam mit anderen Frauen aus dem Lager zu entkommen und ein nahegelegenes, verlassenes Dorf zu erreichen, dessen Bewohner unmittelbar zuvor vor der Roten Armee geflohen waren. Dort fand die Gruppe eine gedeckte Tafel mit warmem Essen vor, das sie nach monatelanger Unterversorgung wortlos und erschöpft zu sich nahm.

### Nachkriegszeit und Einwanderung nach Palästina
Nach ihrer Flucht gelangte Schischa-Halevy nach Budapest, wo sie Jugendliche unterrichtete und für die zionistische Jugendbewegung Ha-Schomer ha-Zaʿir choreografierte. Dort lernte sie die ungarische Tänzerin Irena Dückstein kennen, die ihr eine Zusammenarbeit anbot. Schischa-Halevy lehnte dieses Angebot jedoch ab, da sie inzwischen den ungarischen Juden Yedidya Ahronfeld kennengelernt hatte, den sie am 16. Juni 1946 heiratete. Er änderte ihren Familiennamen in Arnon. Gemeinsam planten sie, ihr Leben in Palästina aufzubauen Von Dückstein erhielt Schischa-Halevy eine dreitägige, intensive Einführung in Tanztheorie und moderne Tanztechnik. Zusammen mit ihrem Ehemann schmuggelte sie – über weite Strecken zu Fuß – über hundert jüdische Waisenkinder über mehrere europäische Grenzen nach Italien und gelangte 1948 mit ihnen per Schiff nach Palästina. Das Paar ließ sie sich im Kibbuz Gaʿeton nieder und bekam drei Töchter.

### Tanzkarriere und Lebensende
Trotz der kulturellen Vorbehalte innerhalb des Kibbuz gegenüber künstlerischer Einzelausbildung setzte sich Arnon für den Aufbau eines modernen Tanzprogramms ein. 1962 gründete sie eine erste Tanzgruppe, die beim Israel Festival for Young Artists mit dem ersten Preis ausgezeichnet wurde. 1965 wurde im Kibbuz ein eigenes Tanzstudio errichtet, 1970 übernahm Arnon die Leitung der Kibbutz Dance Company. Unter ihrer Führung entwickelte sich das Ensemble zu einem der führenden Tanzensembles Israels mit internationalem Ruf. Zahlreiche Tänzer und Choreografen aus dem In- und Ausland arbeiteten mit der Gruppe, darunter Gene Hill-Sagan, Jiri Kylian, Mats Ek und Suzanne Linke. 1996 übergab Arnon die Leitung an ihren langjährigen Schüler Rami Beʾer, der die künstlerische Arbeit fortführte. Arnon blieb weiterhin am Kibbutz Gaʿaton Dance Center tätig. Yehudit Arnon verstarb am 17. August 2013 im Alter von 87 Jahren. Ihr Wirken hat die Entwicklung des israelischen Tanzes nachhaltig geprägt.

## Auszeichnungen und Vermächtnis
Für ihr Lebenswerk erhielt Arnon mehrere bedeutende Auszeichnungen, darunter 1997 den Distinguished Artist Award der International Society for the Performing Arts sowie 1998 den Israel-Preis für ihr Lebenswerk im Bereich Tanz und Erziehung.